# Lomtärnen, Västergötland
Lomtärnen är en sjö i Laxå kommun i Västergötland och ingår i Motala ströms huvudavrinningsområde. Sjöns area är 0,005 kvadratkilometer och den befinner sig 158 meter över havet.